# Ageratina viscosissima
Ageratina viscosissima là một loài thực vật có hoa trong họ Cúc. Loài này được (Rolfe) R.M.King & H.Rob. mô tả khoa học đầu tiên năm 1981.